# Provaglio d'Iseo
Provaglio d'Iseo (Proài in bresciano) es una localidad italiana localizada en la región de Lombardía, dentro de la comarca de Franciacorta, famosa por su producción de vinos espumosos. Según datos registrados, Provaglio d'Iseo cuenta con 6.436 habitantes, en un municipio con una superficie de 16 km² aproximadamente. 
El turismo es juega un papel importante en esta localidad con su Monasterio de San Pietro in Lamosa y Torbiere Sebine. 

## Evolución demográfica
| Gráfica de evolución demográfica de Provaglio d'Iseo entre 1861 y 2001 |
|                                                                        |
| Fuente ISTAT - elaboración gráfica de Wikipedia                        |

- Datos: Q111543
- Multimedia: Provaglio d'Iseo / Q111543

1. ↑  Worldpostalcodes.org, código postal n.º 25050.
2. ↑  «Codici Catastali». Comuni-italiani.it (en italiano). Consultado el 29 de abril de 2017.